# Scarabaeus karrooensis
Scarabaeus karrooensis är en skalbaggsart som beskrevs av Zur Strassen 1961. Scarabaeus karrooensis ingår i släktet Scarabaeus och familjen bladhorningar. Inga underarter finns listade i Catalogue of Life.